# Buck Danny
Flyver-tegneserien Buck Danny blev skabt i 1948 af forlæggeren Georges Troisfontaines (1919-2007), tekstforfatteren Jean-Michel Charlier (1924-1989) og tegneren Victor Hubinon (1924-1979). Troisfontaines skrev de første 11 sider, men ellers skrev Charlier serien til sin død i 1989. I begyndelsen hjalp Charlier med at tegne flyene, men ellers tegnede Hubinon serien til sin død i 1979.
Kun 8 af de mange album er hidtil udgivet på dansk.
Men fra 2025 udgiver E-voke bogserien Buck Danny samlet.

## Oversigt
| Fransksproget originaludgave | Fransksproget originaludgave | Fransksproget originaludgave       | Fransksproget originaludgave       | Antal sider | Danske udgaver                       | Danske udgaver |
| Premiere                     | Album                        | Historie                           | Sekvens                            | Antal sider | Titel, evt. albumnr. og serieblad    | Bog            |
| 1947-01-02 – 1947-12-18      | 1 (1948)                     | Les japs attaquent                 | Les japs attaquent                 | 52          |                                      |                |
| 1947-12-25 – 1948-10-14      | 2 (1948)                     | Les mystères de Midway             | Les mystères de Midway             | 54          |                                      |                |
| 1948-10-14 – 1949-11-10      | 3 (1950)                     | La revanche des fils du ciel       | La revanche des fils du ciel       | 60          |                                      |                |
| 1949-11-17 – 1950-06-15      | 4 (1951)                     | Tigres volants                     | Tigres volants                     | 60          |                                      |                |
| 1950-06-22 – 1950-11-30      | 5 (1951)                     | Dans les griffes du Dragon Noir    | Dans les griffes du Dragon Noir    | 47          |                                      |                |
| 1950-12-07 – 1951-05-17      | 6 (1952)                     | Attaque en Birmanie                | Attaque en Birmanie                | 48          |                                      |                |
| 1951-05-31 – 1951-11-01      | 7 (1952)                     | Les trafiquants de la Mer Rouge    | Les trafiquants de la Mer Rouge    | 46          | Kurs mod Det røde Hav (1)            |                |
| 1951-11-22 – 1952-04-10      | 8 (1952)                     | Les pirates du désert              | Les pirates du désert              | 44          | Ørkenpiraterne (2)                   |                |
| 1952-05-22 – 1952-10-16      | 9 (1953)                     | Les gangsters du pétrole           | Les gangsters du pétrole           | 45          | Gangsternes hævn (3)                 |                |
| 1952-10-23 – 1953-03-26      | 10 (1953)                    | Pilotes d'essai                    | Pilotes d'essai                    | 46          | Testpiloter (4)                      | 4              |
| 1953-04-16 – 1953-09-17      | 11 (1954)                    | Ciel de Corée                      | Ciel de Corée                      | 46          | Himlen over Korea                    | 4              |
| 1953-09-24 – 1954-02-25      | 12 (1954)                    | Avions sans pilotes                | Avions sans pilotes                | 46          | De pilotløse fly                     | 4              |
| 1954-03-25 – 1954-08-26      | 13 (1954)                    | Un avion n'est pas rentré          | Un avion n'est pas rentré          | 46          |                                      |                |
| 1954-10-28 – 1955-03-31      | 14 (1955)                    | Patrouille à l'aube                | Patrouille à l'aube                | 46          |                                      |                |
| 1955-04-14 – 1955-09-01      | 15 (1957)                    | "NC-22654" ne répond plus          | "NC-22654" ne répond plus          | 44          |                                      |                |
| 1955-11-24                   | HC1 (2020)                   | Duel dans le ciel                  | Duel dans le ciel                  | 4           |                                      |                |
| 1955-09-15 – 1956-02-02      | 16 (1957)                    | Menace au nord                     | Menace au nord                     | 44          |                                      |                |
| 1956-02-16 – 1956-07-26      | 17 (1958)                    | Buck Danny contre Lady X           | Buck Danny contre Lady X           | 44          |                                      |                |
| 1956-03-08                   | HC1 (2020)                   | Mission spéciale                   | Mission spéciale                   | 4           |                                      |                |
| 1956-05-24                   | HC1 (2020)                   | On a volé un prototype             | On a volé un prototype             | 4           |                                      |                |
| 1956-08-16 – 1957-01-03      | 18 (1958)                    | Alerte en Malaisie                 | Alerte en Malaisie                 | 44          |                                      |                |
| 1957-02-07 – 1957-07-04      | 19 (1959)                    | Le tigre de Malaisie               | Le tigre de Malaisie               | 44          |                                      |                |
| 1957-06-13                   | HC1 (2020)                   | Les terrifiantes aventures de Buck | Les terrifiantes aventures de Buck | 2           |                                      |                |
| 1957-07-18 – 1957-12-12      | 20 (1959)                    | S.O.S. soucoupes volantes!         | S.O.S. soucoupes volantes!         | 44          |                                      |                |
| 1958-01-09 – 1958-06-05      | 21 (1960)                    | Un prototype a disparu             | Un prototype a disparu             | 46          |                                      |                |
| 1958-06-26 – 1958-11-20      | 22 (1960)                    | Top secret                         | Top secret                         | 44          |                                      |                |
| 1958-12-11 – 1959-05-07      | 23 (1960)                    | Mission vers la vallée perdue      | Mission vers la vallée perdue      | 44          |                                      |                |
| 1959-06-11 – 1959-11-05      | 24 (1961)                    | Prototype FX-13                    | Prototype FX-13                    | 44          |                                      |                |
| 1959-11-19 – 1960-04-14      | 25 (1961)                    | Escadrille ZZ                      | Escadrille ZZ                      | 44          |                                      |                |
| 1960-06-30                   | HC1 (2020)                   | Duck Flappy: Prototype X–6432589   | Duck Flappy: Prototype X–6432589   | 2           |                                      |                |
| 1960-07-07 – 1960-12-01      | 26 (1962)                    | Le retour des tigres volants       | Le retour des tigres volants       | 44          |                                      |                |
| 1960-12-15 – 1961-06-15      | 27 (1962)                    | Les tigres volants à la rescousse! | Les tigres volants à la rescousse! | 44          |                                      |                |
| 1961-10-05 – 1962-03-01      | 28 (1962)                    | Tigres volants contre pirates      | Tigres volants contre pirates      | 44          |                                      |                |
| 1962-03-22 – 1962-11-15      | 29 (1964)                    | Opération Mercury                  | Opération Mercury                  | 44          | Operation Mercury (Trumfserien 3)    |                |
| 1962-11-22 – 1963-05-23      | 30 (1964)                    | Les voleurs de satellites          | Les voleurs de satellites          | 45          | Kampen om rumkapslen (Trumfserien 8) |                |
| 1963-09-01 – 1964-01-02      | 31 (1965)                    | X-15                               | X-15                               | 46          |                                      |                |
| 1964-04-02 – 1964-08-27      | 32 (1965)                    | Alerte à Cap Kennedy               | Alerte à Cap Kennedy               | 44          |                                      |                |
| 1964-12-24 – 1965-05-20      | 33 (1966)                    | Le mystère des avions fantomes     | Le mystère des avions fantomes     | 44          |                                      |                |
| 1965-08-12 – 1966-03-24      | 34 (1967)                    | Alerte atomique                    | Alerte atomique                    | 44          |                                      |                |
| 1967-07-13 – 1967-11-16      | 35 (1968)                    | L'escadrille de la mort            | L'escadrille de la mort            | 44          |                                      |                |
| 1969-01-30 – 1969-06-19      | 36 (1970)                    | Les anges bleus                    | Les anges bleus                    | 44          |                                      |                |
| 1970-07-09 – 1970-11-26      | 37 (1971)                    | Le pilote au masque de cuir        | Le pilote au masque de cuir        | 47          |                                      |                |
| 1969-06-19                   |                              | Mission spéciale                   | Mission spéciale                   | 2           |                                      |                |
| 1969-11-13                   | HC1 (2020)                   | Une incroyable histoire            | Une incroyable histoire            | 2           |                                      |                |
| 1970-07-09                   | HC2 (2020)                   | C'était en 38                      | C'était en 38                      | 2           |                                      |                |
| 1972-01-20                   | HC2 (2020)                   | Cet homme est un héros. Pourquoi?  | Cet homme est un héros. Pourquoi?  | 2           |                                      |                |
| 1972-01-20 – 1972-06-01      | 38 (1973)                    | La vallée de la mort verte         | Mission aérienne anti-mafia        | 45          |                                      |                |
| 1975-12-11 – 1976-04-15      | 39 (1977)                    | Requins en mer de chine            | Mission aérienne anti-mafia        | 46          |                                      |                |
| 1978-04-20 – 1978-09-07      | 40 (1979)                    | "Ghost Queen"                      | Mission aérienne anti-mafia        | 46          |                                      |                |
| 1976-08-12                   | HC2 (2020)                   | Pilote d'espace                    | Pilote d'espace                    | 5           |                                      |                |
| 1978-04-20                   | HC2 (2020)                   | Mission Impossible                 | Mission Impossible                 | 5           |                                      |                |
|                              | 41 (1983)                    | Mission apocalypse                 | Alerte nucléaire                   | 46          | Operation Kaos (SOS 2)               |                |
|                              | 42 (1984)                    | Les pilotes de l'enfer             | Alerte nucléaire                   | 44          | Terror i luften (SOS 6)              |                |
|                              | 43 (1986)                    | Le feu du ci                       | Alerte nucléaire                   | 46          |                                      |                |
|                              | 44 (1988)                    | Les "Agresseurs"                   | Les "Agresseurs"                   | 62          |                                      |                |
| 1987-12-01                   | 1987                         | Parodie                            | Parodie                            | 1           | Onkel Paul fortæller                 |                |